# Nils von Matern
Nils Ax:son von Matern, född 3 maj 1893 i Skövde, död 24 maj 1960, var en svensk väg- och vattenbyggnadsingenjör.
Nils von Matern utexaminerades från Kungliga Tekniska högskolan (KTH) i Stockholm 1917 och blev kapten i Väg- och vattenbyggnadskåren (VVK) 1929. Han tjänstgjorde vid Stockholms byggnadskontor 1918, AB Vattenbyggnadsbyrån 1918–19, AB Holmens Bruk 1919–21, Norrlands statsarbeten 1921–23 samt vid Väg- och vattenbyggnadsstyrelsen 1924. Han var vägkonsulent i Kalmar län 1924–29, vid Statens Väginstitut 1929 och dess överingenjör och chef från 1939. 
Nils von Matern var sekreterare 1931–35 i 1931 års väg- och brosakkunniga och speciallärare i vägbyggnad vid KTH. Han företog studieresor till bland annat Frankrike och USA samt författade väg- och brotekniska uppsatser i fackpressen, bland annat flera publikationer i Väginstitutets meddelandeserie.